# Даніель Даварі
Даніель Даварі (нім. Daniel Davari, перс. دانیال داوری, нар. 6 січня 1988, Гіссен) — німецький та іранський футболіст, воротар клубу «Айнтрахт» (Брауншвейг) та національної збірної Ірану.

## Клубна кар'єра
Народився 6 січня 1988 року в місті Гіссен. Вихованець юнацьких команд «Гарбентайх», «Гіссен-Вайсек» та «Майнц 05».
У дорослому футболі дебютував 2008 року виступами за другу команду «Майнца», в якій провів один сезон, взявши участь у 24 матчах чемпіонату.  Більшість часу, проведеного у складі цієї команди, був основним її голкіпером.
До складу клубу «Айнтрахт» (Брауншвейг) приєднався 2009 року. Відтоді встиг відіграти за брауншвейзький клуб 92 матчі в національному чемпіонаті.

## Виступи за збірну
2013 року дебютував в офіційних матчах у складі національної збірної Ірану. Наразі провів у формі головної команди країни 3 матчі, пропустивши 3 голи.